# David Jurčenko
David Viktorovič Jurčenko (in russo Давид Викторович Юрченко?; Aşgabat, 27 marzo 1986) è un ex calciatore russo naturalizzato armeno, di ruolo portiere.

## Palmarès

### Competizioni nazionali
- Coppa di Russia: 1

Tosno: 2017-2018